# Neuroleon (Neuroleon) retialis
Neuroleon (Neuroleon) retialis is een insect uit de familie van de mierenleeuwen (Myrmeleontidae), die tot de orde netvleugeligen (Neuroptera) behoort. 
Neuroleon (Neuroleon) retialis is voor het eerst wetenschappelijk beschreven door Navás in 1931.